# Sergej Ivanov
Sergej Borisovič Ivanov (rusky Сергей Борисович Иванов; * 31. ledna 1953, Leningrad) je ruský politik, od srpna 2016 je zmocněncem ruského prezidenta Vladimira Putina pro ekologii a dopravu.

## Život
V minulosti zastával řadu významných funkcí v ruské administrativě. V letech 2001 až 2007 byl ministrem obrany, v letech 2007 až 2008 prvním místopředsedou ruské vlády, od ledna 2011 do srpna 2016 působil jako vedoucí kanceláře ruského prezidenta.
Vystudoval překladatelství na Leningradské státní univerzitě (angličtinu a švédštinu) a poté vstoupil do KGB. Pracoval pro sovětskou rozvědku ve Finsku a v Keni. Z Londýna byl vyhoštěn po útěku sovětského špióna Olega Gordijevského. V 90. letech 20. století pracoval v centrále aparátu Služby vnější rozvědky.

## Vyznamenání

### Ruská a sovětská vyznamenání
- Řád rudé hvězdy
- Řád Za zásluhy o vlast II. třídy – 31. ledna 2003[4]
- Řád Za zásluhy o vlast IV. třídy – 31. ledna 2008
- Řád Za zásluhy o vlast III. třídy
- Řád Za zásluhy o vlast I. třídy
- Řád svatého Alexandra Něvského
- Vojenský záslužný řád
- Řád cti
- Řád za osobní statečnost

### Zahraniční vyznamenání
- Řád přátelství – Kazachstán, 2005[5]
- Řád za zásluhy I. třídy – Ukrajina, 31. ledna 2013[6]
- Čestná medaile – Kyrgyzstán